# Partito Socialista Autonomo (Francia)
Il Partito Socialista Autonomo (in francese Parti socialiste autonome, PSA) è stato un partito politico nato da una scissione della Sezione Francese dell'Internazionale Operaia (SFIO). Fu fondato nel settembre 1958 in reazione contro la posizione della SFIO sulla Guerra d'Algeria e la sua accettazione del putsch gollista del maggio 1958. Una mezza dozzina di membri dell'Assemblea nazionale francese e funzionari eletti locali si sono uniti al nuovo partito, così come i membri del centrista Partito Radicale, in particolare Pierre Mendès France, ex Primo ministro. Nessuno dei deputati del PSA fu rieletto alle elezioni legislative del novembre 1958. Il PSA si è unito al Partito Socialista Unificato nel 1960 come una delle sue organizzazioni fondatrici. 

## Membri
- Édouard Depreux (segretario generale, membro dell'Assemblea nazionale)
- Alain Savary (vicesegretario generale, membro dell'Assemblea nazionale)
- Robert Verdier (vicesegretario generale, membro dell'Assemblea nazionale)
- Raoul Bleuse
- Daniel Mayer
- Pierre Mendès France

| Controllo di autorità | VIAF (EN) 267024103 · LCCN (EN) n83222021 · J9U (EN, HE) 987007445664305171 |